# Exode rural
Pour les articles homonymes, voir Exode.

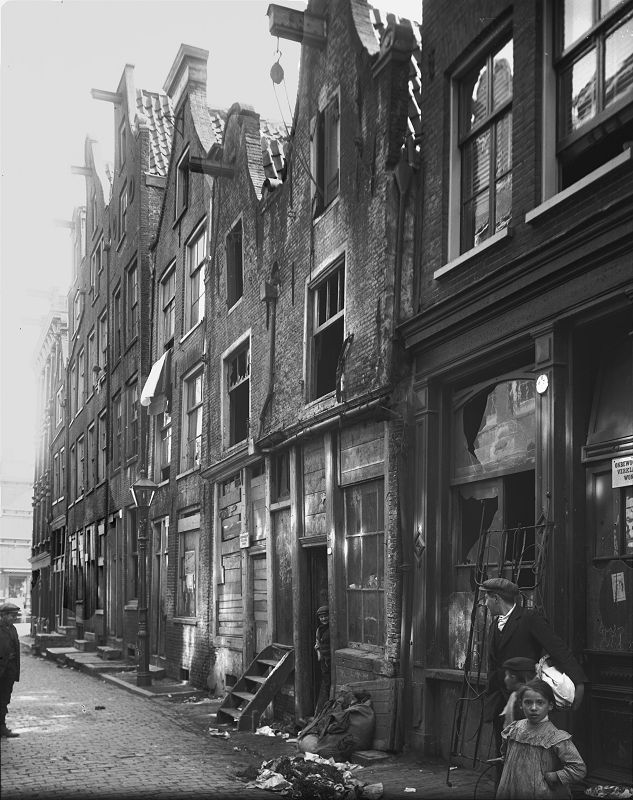
Taudis à Amsterdam, en 1925.

L’exode rural, ou déruralisation ou migration rurale (expression privilégiée par certains historiens et géographes), désigne le déplacement durable de populations quittant les zones rurales pour aller s'implanter dans des zones urbaines, où se situent les nouveaux emplois tertiaires et industriels.
Cette forme de migration est observée tout au long de l'histoire humaine et se déroule aujourd'hui encore à l'échelle planétaire selon une intensité et des modalités diverses.
En Europe, l'exode rural fait souvent référence aux déplacements de population qui se produisent à l’époque de la révolution industrielle, soit dès le XVIIIe siècle en Grande-Bretagne, et à partir du XIXe siècle dans de nombreux pays comme l’Allemagne puis la France ; mais de timides exodes ruraux eurent lieu dès le XIe siècle et pendant la Renaissance du XIIe siècle, en même temps que le développement de l'urbanisation, l'apparition de la bourgeoisie et la fondation des premières universités.
L'exode rural alimente de façon significative :
- une phase d’industrialisation avec la disponibilité d'une main-d'œuvre importante embauchée dans les ateliers et les usines ;
- le mouvement d'urbanisation avec le développement des faubourgs des villes.

Ces afflux de personnes seront plus ou moins bien intégrés dans les cadres sociaux existants. Sur le marché du travail, par exemple, c'est l'apparition du prolétariat urbain qui contribue à faire émerger la question sociale.
Ultérieurement, dans la seconde moitié du XXe siècle, l’exode rural affecte les pays en développement.
Dans certains pays, des tendances récentes se font jour qui montrent un tassement sinon une inversion du phénomène : ainsi en France où, entre 1999 et 2007, la population rurale a augmenté de 9 % quand celle des villes ne progressait de 4,6 %. En 2011, un citadin sur quatre, âgé de 25 à 49 ans, déclarait, dans un sondage Ipsos, vouloir quitter sa ville pour un village. Un choix de vie aussi bien porté par l'envie de prendre un nouveau départ (pour 38 % des sondés) que par le souhait de retrouver ses racines (25 %) ou de vivre dans une région que l'on aime (24 %).

## Un phénomène ancien

### Égypte antique
Au temps des pharaons, l'exode rural, ou anachorèse, affecte la population rurale égyptienne, prend des proportions alarmantes sous les Ptolémées. Parmi les motifs pointés :
- La pression fiscale : L'arrivée au pouvoir des Lagides provoque une augmentation des impôts, tant en ce qui concerne les prélèvements réguliers que les contributions extraordinaires.
- La pratique de l'affermage entraîne bien souvent des abus de la part des fermiers qui veulent récupérer au maximum leur investissement. Pression d'autant moins bien supportée qu'elle se double d'un problème d'identité opposant la minorité grecque dominante à la masse de la population autochtone.

Avec Ptolémée IV, la pression fiscale s'alourdit davantage, entraînant un véritable cercle vicieux : la paupérisation des campagnes crée de plus en plus de marginaux et renforce les motifs de désertion, non seulement de la part des paysans mais aussi d'autres types de travailleurs. L'exode provoque la paupérisation au niveau individuel, comme à l'échelle du pays. Chaque paysan en fuite est un manque à gagner pour l'État.
Les réactions du pouvoir ne sont guère efficaces. L'exode rural se poursuit. Les Lagides ne parviennent pas à se départir d'une logique de prélèvements excessifs doublés par des mesures autoritaires. La situation empire quand les villages sont tenus pour responsables vis-à-vis de l'État de la rentrée des fermages. En 107 av. J.-C., le serment de Tebtynis est imposé aux paysans d'Égypte pour les lier à la terre : « Jusqu'à ce que je verse mon fermage, je reste en vue présent chaque jour et appliqué aux travaux agricoles, sans me réfugier sur l'autel sacré de quelque temple, sans faire appel à aucune protection, sans inventer aucun moyen de me dérober. »

### Grèce antique
L'État athénien se forme par l'union de tribus et de clans vivant en Attique. L'État est organisé en trois classes : les Nobles (eupatrides), les agriculteurs (géomores) et les artisans (démiurges). Dans ce cadre, la propriété individuelle du sol, le commerce et l'usage de la monnaie se développent.
La plupart des citoyens sont de petits paysans pauvres et en situation précaire. Ils se révoltent à plusieurs reprises : à Mégare, à Samos, à Chio… Au VIe siècle av. J.-C. ils portent au pouvoir Solon qui établit une nouvelle constitution. Une coalition s'établit entre paysans, artisans et marchands pour briser le pouvoir des nobles (Réformes clisthéniennes en 508 av. J.-C.). Mais les données économiques imposent des changements :
- les hommes en surnombre doivent s'exiler et fondent des colonies : le commerce extérieur progresse et pose la question des alliances militaires, notamment avec Sparte (guerre du Péloponnèse : 431-404) qui finit par l'emporter ;
- l'équilibre économique et social de la Cité est bousculé par l'émergence de « nouveaux riches » qui cumulent réussite commerciale et propriété foncière. Les paysans pauvres sont contraints de quitter la terre, mais ne trouvent pas de travail en ville car le labeur salarié est réservé aux esclaves : une plèbe de chômeurs se forme et la Cité entre dans une ère de décadence généralisée.

## Origines et causes
L'exode rural n'est pas un simple transfert d'une population rurale à un espace urbain avoisinant. Ses migrations revêtent différentes formes et concernent de très nombreuses destinations :
- les migrations durables privilégient les plus grands centres urbains, créant une certaine métropolisation ;
- les migrations saisonnières ou temporaires de salariés sont très courantes dans certaines professions, tels les maçons, charpentiers, ramoneurs. Une partie de cette population pouvant revenir sur son lieu d'origine, après avoir constitué un pécule. (voir à cet égard l'exemple significatif du département de la Creuse) ;
- l'émigration vers les colonies de peuplements ou les migrations intra-européennes atteignent leur apogée durant la période 1860-1930.

La population mondiale est, jusqu'au XIXe siècle, majoritairement rurale. En Europe, le mouvement d'urbanisation se développe dès le Moyen Âge.
En France en 1700, 85 % de la population totale est rurale, 77 % correspond à des ménages agricoles.
France : Évolution de la population totale et de la population rurale de 1700 à nos jours (en millions d'habitants)
| Année | Population totale | Population rurale | Population des ménages agricoles |
| ----- | ----------------- | ----------------- | -------------------------------- |
| 1700  | 19                | 16,1              | 14,6                             |
| 1789  | 27                | 20,9              | 18,2                             |
| 1801  | 29,3              | 28,2              | 18,2                             |
| 1846  | 35,4              | 26,8              | 20,1                             |
| 1861  | 37,4              | 26,6              | 19,9                             |
| 1872  | 36,1              | 24,9              | 18,5                             |
| 1911  | 39,6              | 22,1              | 13,8                             |
| 1936  | 41,9              | 19,9              | 10,6                             |
| 1946  | 40,5              | 19,0              | 10,2                             |
| 1962  | 46,5              | 17,8              | 8,1                              |
| 1968  | 49,8              | 17,2              | 7,3                              |
| 1975  | 52,9              | -                 | 4,7                              |

L'exode rural résulte de la mise en place de facteurs de rejet et de facteurs d'attraction.

### Facteurs de rejet hors des campagnes

#### Pression démographique excessive
C'est l'une des causes déterminantes de l'exode rural, plus ou moins renforcée par les facteurs socio-économiques :
- faiblesse de la qualité des terres disponibles : par exemple en zone sub-désertique ;
- faiblesse de la disponibilité des terres : pour des motifs physiques, d'accessibilité ou d'enclavement géographique ou pour des motifs juridiques (regroupement ou accaparement des terres par les grands domaines ou propriétés intégrées à de grands groupes agro-alimentaires) ;
- attachement du groupe social à la terre : il retarde la désaffection des populations de travaux agricoles présentant une rentabilité faible.

#### Disparité entre campagne et ville
Le décalage entre les deux mondes lorsqu'il est très défavorable, constitue un paramètre de départ important :
- Les conditions objectives mesurant le confort, l'équipement de base, la qualité de vie et le niveau de vie sont perçus comme des facteurs moteurs de rejet.
- Ces tendances sont cependant contrebalancées par d'autres facteurs qui réduisent l'écart (réel ou psychologique) campagne-ville : faible coût relatif des denrées de subsistance, de l'énergie, du minimum nécessaire à la survie.

#### Sous-emploi rural chronique
- Le surplus naturel de population entraîne un excès de la main-d'œuvre disponible qui ne peut être absorbé par l'organisation traditionnelle des métiers et travaux.
- Tout effort de modernisation entrepris aggrave cette pression par la suppression des emplois salariés agricoles.

#### Guerre, expropriation, famine
La violence est un facteur non négligeable d’émigration, souvent décisif. Exemples : mouvement des enclosures en Grande-Bretagne, collectivisation en Union soviétique.

### Facteurs d'attraction vers les villes
Ils reposent souvent davantage sur des perceptions que sur des réalités. Mais leur effet ne s'en fait pas moins fortement ressentir :

#### La ville, promesse de prospérité
- La ville offre de nombreux emplois rémunérés et des salaires plus élevés. La révolution industrielle nécessite, pour se mettre en place, le regroupement en un seul lieu, l’usine, de la force de travail. Jusque-là, l’industrie « rurale » est associée à la manufacture, qui a volontiers recours au « travail à façon » dans le secteur textile ou horloger (l'établissage, par exemple). L’industrialisation nécessite des capitaux et des infrastructures de plus en plus importants uniquement possibles au sein d'agglomérations, l’emploi industriel rural décline rapidement au XIXe siècle. Cette tendance se révèle être moins consistante depuis les années 1980 pour les emplois administratifs ou ouvriers et affecte même le secteur du travail informel.

- La ville répond mieux aux aspirations sociales et culturelles (notamment aux yeux des jeunes générations) : environnement social plus ouvert, plus libre, moins contraignant que dans le cadre rural traditionnel, accès plus facile à l'éducation et, partant, à l'« ascension sociale ».

Si une partie du clergé s’oppose à l’exode rural en considérant que le mode de vie chrétien est mieux préservé dans les régions agricoles traditionnelles, certains, comme Louis-Nazaire Bégin, fondent plusieurs journaux pour contrer cette tendance.

#### La ville accueil pour le refuge forcé
Les populations soumises à l'insécurité ou à la guérilla pensent trouver meilleur accueil dans les agglomérations où vivent déjà certaines de leurs connaissances (regroupement familial ou constitution de quartiers communautaires).

## Conséquences de l'exode rural
1. Sur les zones de départ, Le déficit de population n'est réduit, que pour partie seulement, par le mécanisme de compensation démographique. Le départ des jeunes, dont les enfants des chefs d'exploitations agricoles, vers les villes a pour effet de diminuer la population active agricole alors que le nombre de retraités agricoles reste relativement élevé. Il en résulte un déséquilibre démographique important entre actifs et retraités et donc un déficit très important des régimes de protection sociale agricole, les cotisations sociales ne pouvant équilibrer les prestations sociales.
2. Sur les zones d'arrivée, les conséquences les plus marquées sont vivement et immédiatement ressenties :

En ville, l'afflux de population alimente les crises du logement, et l'instauration de faubourgs ou de bidonvilles. (Voir pour le cas de la France : bidonvilles en France dans les années 1960). Les nouveaux arrivants peuplent les périphéries des villes existantes ou donnent lieu à la création ou développement de villes comme Le Creusot ou de gigantesques conurbations comme le bassin minier du Nord-Pas-de-Calais ou de Lorraine.
L'afflux de population plus ou moins bien intégrée dans les agglomérations alimente les préjugés et opinions de peur vis-à-vis :
- d'ouvriers considérés comme concurrents : « Début avril 1848, on crie à Paris sur les boulevards : À bas les Savoyards, qui sont alors pour la plupart des sujets piémontais. À Lille et à Rouen, des fileuses irlandaises sont molestées. On note des manifestations hostiles aux Belges dans le Nord de la France ou de Piémontais à la Grand'Combe. La main-d'œuvre étrangère est dans de nombreux centres recherchée par les patrons pour son prix moins élevé ».
- de ceux qu'on désigne comme constituant des classes dangereuses à la fois du fait de leur origine différente et aussi assez rapidement du fait de leurs protestations contre les conditions matérielles qui leur sont faites (Niveau de salaire, durée du travail, travail des enfants, logement…). Les incompréhensions mutuelles - renforcées par les difficultés d'intégration résultant de l'afflux massif et désordonné de ces populations -, sont attisées par les crises conjoncturelles et contribuent à déséquilibrer les cadres de référence traditionnels et à poser à partir du XIXe siècle ce que l'on a appelé la Question sociale.

Autre conséquence non moins réelle, le statut des femmes et du travail des femmes est significativement modifié : « Ce serait une erreur de croire que c'est la révolution industrielle qui a donné naissance au travail des femmes, celui-ci a toujours existé dans la civilisation traditionnelle. (…) Au stade de l'économie naturelle, la femme - fille ou épouse - travaille à la maison, dans le cadre de l'exploitation familiale, agricole, artisanale ou commerciale, ou bien contribue par un travail domestique de fileuse ou de tisseuse ». Par contre et consécutivement à l'exode rural, « Avec le travail en usine, (ou en ville) la femme est contrainte de travailler hors foyer. C'est dans ce passage d'une activité intérieure à un cadre familial vers une activité extérieure que réside la nouveauté du XIXe siècle ».
D'une manière plus globale, le phénomène de l'immigration alimenté par un exode rural pour des raisons économiques de populations hors des campagnes étrangères ne doit pas être oublié tant il rejoint de nombreuses préoccupations chez nos contemporains.

## En France
Entre 1850 et 1860, la population rurale française atteint son maximum (en valeur absolue) avec 26,8 millions de ruraux. Les effectifs de la population rurale commencent alors à décroître. Toutefois, l'exode rural ne touche que tardivement la France par rapport aux autres pays d'Europe de l'Ouest et d'Amérique du Nord. Ainsi, la France compte 43,8 % de personnes vivant de la terre au recensement de 1906, et 31 % à celui de 1954. La population urbaine a dépassé les 50 % en 1931.
Le caractère réel, à l'échelle macrosociale, du dépeuplement des campagnes, qui conduit Henri Mendras à parler de « fin des paysans » en 1967, recouvre en fait des décalages importants entre les régions et encore plus entre communes rurales, suivant leur richesse et les rapports sociaux de production existants. C'est ainsi qu'au niveau microsocial, dans les Alpes du Sud, la commune montagnarde d'Entraunes a atteint son maximum démographique dès 1776, les départs et les décès l'emportant alors définitivement sur les naissances et les arrivées[réf. nécessaire].
Jusqu'à la Seconde Guerre mondiale, l'exode rural touche ainsi principalement les terroirs d'exploitation difficile, particulièrement dans le Sud de la France ou les régions montagneuses, menant à une déprise agricole (par exemple, en Ardèche, cf. infra). La baisse de population peut y entraîner la disparition progressive des services et de l’artisanat et a pu aller jusqu'à la disparition de certaines communes rurales, faute d'habitants.
Il y a donc exode rural lorsque le flux d'émigration augmente au point qu'ajouté à celui des décès, il l'emporte sur le total des naissances et des arrivées. Aux jeunes garçons et filles obligés de partir, s'ajoutent alors de plus en plus d'actifs adultes : ouvriers agricoles, journaliers et petits paysans. Les artisans de village, très nombreux au XIXe siècle, disparaissent également, victimes de l’industrialisation et de la baisse de la clientèle. La diminution de la population rurale résulte donc, pour l'essentiel, des gains de productivité induisant la concentration des exploitations dont le nombre diminue en même temps que progresse leur superficie moyenne. Les investissements réalisés augmentent la productivité agricole et diminuent d’autant les besoins de main-d’œuvre.
La crise agricole très grave (céréales, phylloxera) des années 1880 a accéléré le processus. La Première Guerre mondiale, qui a fait 500 000 à 700 000 morts au sein de la population agricole française, a également joué un rôle prépondérant dans l’exode rural en confrontant les jeunes ruraux à des citadins. Les droits progressivement obtenus par les ouvriers (semaine de 40 heures, congés payés lors du Front populaire) ont également été vécus comme des injustices fortes par la population rurale[réf. nécessaire], qui en était exclue.
L’exode des jeunes et des femmes conduit également au vieillissement de la population et aux problèmes de célibat, ce qui fait baisser le taux de natalité.

### Exemples d’exode rural
```
Le cas du 
Massif central
 est assez éloquent, la population ayant décru tôt et durablement. Le village de 
Saint-Germain-l'Herm
 voit sa population divisée par cinq entre 1850 et 1999 en passant de 
2 447
 habitants en 1846 à 515 en 1999, soit une baisse quasiment continue depuis 150 ans.
```

L'Ardèche atteint un pic de population sous le Second Empire, comptant 388 500 habitants selon le recensement de 1861 ; « comme dans beaucoup d'autres régions où prévalait un système analogue, le déclin des industries en milieu rural entraîna celui de l'agriculture, et réciproquement. En un siècle, l'Ardèche perdit ainsi plus de cent quarante mille habitants, par émigration ou par dénatalité, soit plus du tiers des Ardéchois du XIXe siècle, pour ne plus compter que 245 600 personnes au recensement de 1962 » (A. Frémont, 1997).
Les recensements de population montrent que la plupart des communes du département de la Creuse, qui sont très majoritairement des petites communes rurales, ont connu un dépeuplement d'environ 80 % entre 1900 et 2000. Le département a été, comme le reste de la France, victime de la Première Guerre mondiale, mais c'est surtout le massif exode rural (avec un pic entre 1945 et 1975) qui l'a vidé de sa population, pour en faire aujourd'hui l'un des départements les moins peuplés de France.

### Après 1945
En France, le dernier mouvement d’exode rural a commencé après 1945. Ce dernier courant a contribué à l’exode rural des régions de l’Ouest (Vendée, Anjou et Bretagne), qui avaient réussi à garder plus longtemps leurs populations, par l’effet conjugué de structures familiales très encadrées par l’Église et d’une agriculture vivrière très autarcique.
D’après l’Insee, l’exode rural a grandement arrête en France en 1975 après le remembrement de 1965. Le solde migratoire entre campagne et ville s’est stabilisé, voire inversé aux alentours des grandes régions urbanisées depuis le début des années 1990  On parle maintenant de rurbanisation : des citadins s’installent à la campagne mais gardent un mode de vie urbain et un travail en ville. Ce phénomène produit un « mitage » du paysage par un bâti parsemé ou au mieux réparti en lotissements.

## Dans le tiers monde
Après avoir concerné essentiellement l'Occident, l’exode rural s’est étendu au XXe siècle aux pays du tiers monde.

## Œuvres sur ce thème
- La Montagne, chanson de Jean Ferrat.

### Sources
- Histoire de la France rurale, tomes 3 (1789-1914) et 4 (1914-1974), sous la direction de Georges Duby et A. Wallon, Seuil, 1981.